# Margarida de Angolema
Margarida de Angolema, Margarida de Navarra ou por vezes Margarida de Valois (em francês:  Marguerite d'Angoulême; Angolema, 11 de abril de 1492 — Odos, 21 de dezembro de 1549) Era filha mais velha de Carlos de Orleãns, Conde de Angoulême, e de Luísa de Sabóia. Seu pai morreu quando ela tinha 12 anos, mas ela foi bem educada por sua mãe e na corte de Luís XII. Foi rainha consorte de Navarra pelo seu casamento com Henrique II de Navarra e irmã do rei Francisco I de França. Ela era uma humanista renascentista e educou sua filha, Joana de Albret, de acordo com os padrões renascentistas. Foi avó do rei Henrique IV de França.

## Primeiros anos
Margarida de Valois foi Duquesa de Alençon e Berry em 1517, de Armagnac, Condessa de Rodez, de Fézensac, de L'Isle-Joudain, de Pardiac, e de Foix, Viscondessa de Fézenzaguet e de Lomagne e de Brulhois e de Cressey e d'Auvillars; Baronesa de Castelnau e de Caussade e de Montmiral; senhora de La Flêche e Baugé. Foi ainda Rainha de Navarra em 1527. Era ainda Condessa do Perche e de Porhët e Duquesa de Berry.

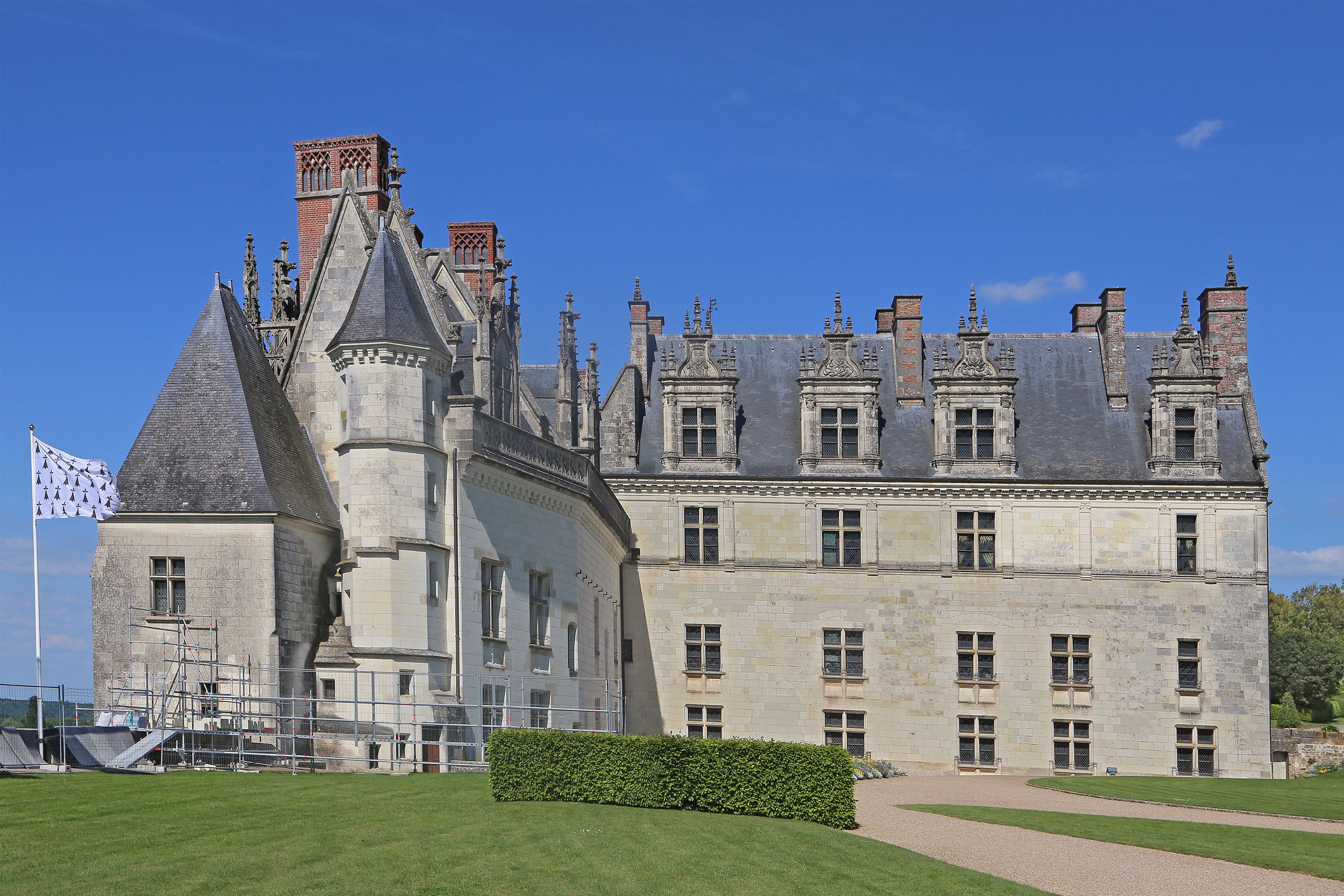
Castelo de Amboise onde Margarida viveu por nove anos e após isso foi residência de Leonardo da Vinci em seu periodo na França.

Filha única de Carlos de Valois, Conde de Angoulême, e Luísa de Saboia, Margarida nasceu em 11 de abril de 1492 em Angoulême, mas cresceu em Cognac, onde seu irmão Francisco nasceu dois anos depois. Jean e Octavien de Saint-Gelais residiam no castelo de Cognac como conselheiros culturais e professores da jovem condessa d'Angoulême, que era inteligente e ambiciosa. A corte de Angoulême em Cognac era conhecida pelos artistas, pintores e estudiosos que a frequentavam, os músicos que tocavam em seus concertos e danças, e sua biblioteca soberba de manuscritos iluminados e volumes impressos aos quais foram acrescentadas obras ricamente encadernadas escritas ou traduzidas por autores contemporâneos.
Inesperadamente viúva em 1 de janeiro de 1496, Luísa de dezenove anos e seus filhos permaneceram em Cognac, com Romorantin como segunda residência. Após a morte súbita do rei Carlos VIII em abril de 1498, seu primo Luís, filho de Carlos de Orleães, tornou-se rei, já que os quatro filhos de Carlos VIII e Ana, Duquesa da Bretanha, haviam morrido na infância. Em conformidade com o Tratado de Rennes, a rainha Ana casou-se com o primo do marido, o rei Luís XII. Embora o jovem conde d'Angoulême, sendo o único descendente masculino da dinastia Valois, herdaria a coroa se a rainha Ana não desse um filho ao novo rei, tal evento parecia uma possibilidade remota porque Luís tinha 36 anos e ela apenas 22 quando se tornou rainha da França pela segunda vez. No entanto, como herdeiro presuntivo, Francisco, sua mãe e sua irmã de seis anos de idade foram convidados a se mudar para Blois, e até o final do ano ou no início de 1499 eles se juntaram à corte em Amboise.
Luísa e os seus filhos viveram cerca de nove anos no pequeno castelo de Cloux (agora Clos Lucé), ligado ao Castelo de Amboise   que se tornou a residência de Leonardo da Vinci desde a sua chegada a França em 1515 até à sua morte.

### Educação
Leitora voraz, mas sofisticada, Luísa havia se cercado de acadêmicos em Cognac. Em Amboise ela escolheu para seus filhos estudiosos altamente respeitados abertos a novas idéias que forneceu uma sólida educação de amplitude notável para Francisco e sua irmã. Além da indispensável Bíblia e do Novo Testamento, os textos edificantes compilados para eles por seus professores incluíram leituras de filósofos e poetas como Salústio, Sócrates, Juvenal, Cícero e Virgílio. Eles leram as Epístolas de Ovídio, traduzidas para Luísa por Octavien de Saint-Gelais, em vez de suas Ars Amatoria (A Arte do Amor), e não apenas De casibus mulieribus (Sobre Mulheres Famosas) e De casibus illustrium virorum (Os Destinos dos Homens Ilustres), como exemplo pragmático, mas também Triunfo de Petrarca e Canzoniere de Dante Alighieri em francês.
Além do Trivium de gramática, retórica e lógica, Margarida não só recebeu uma apreciação humanista da poesia, mas também esperava-se que seguisse as estritas diretrizes morais para o governante ideal que Luísa aplicava a seu filho. Luísa encarregou Jean Thénaud de escrever o Triomphe des Vertus (O Triunfo das Virtudes), uma assustadora alegoria em dois volumes de Prudência, Fortaleza, Justiça e Temperança que foi apresentada ao seu filho quando ele se tornou rei, mas Margarida, menos provável que reine, não parece ter sido dada uma cópia. Além de ler os poemas de Petrarca, Dante, e autores quase contemporâneos, Margarida mergulhou no estudo da filosofia, e pode ser através das obras de Marsilio Ficino sobre Platão e particularmente sua tradução de Enéados de Plotino que ela mais tarde adquiriu sua afinidade duradoura pelo neoplatonismo. Ficino conseguiu harmonizar a doutrina de Plotino com o cristianismo, o que provavelmente explica por que uma tradução de seus ensaios filosóficos estava entre os livros que acompanharam Margarida quando ela viajou.
Enquanto Luísa gostava de tocar virginal, a música não fazia parte do currículo de seus filhos: músicos da corte se apresentavam durante jantares, danças e concursos, e membros da corte que tocavam ou cantavam geralmente o faziam para entretenimento mais privado. Inabalável como ela acreditava que seu filho seria rei, Luísa pode ter sentido que a excelência em todas as artes deveria ter precedência para um futuro governante sobre um passatempo agradável, como tocar alaúde. Para Margarida escolheu caligrafia e bordados, pois a irmã de um rei não precisa tocar um instrumento para apreciar a música executada por outros. De fato, com exceção do trabalho que mais tarde intitulou Chansons spirituelles (1547, Canções Espirituais), a música como tal raramente é mencionada nos escritos de Margarida e as artes visuais não. Margarida adorava ler e gostava particularmente de poesia. Quando jovem, ela e seu irmão trocaram notas rimadas, mas é improvável que ela tenha escrito versos quando criança.

## Casamentos

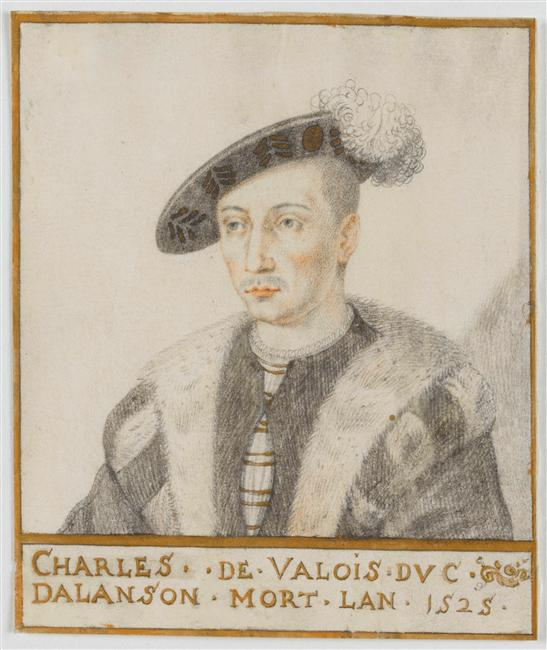
Primeiro marido de Margarida: Carlos IV de Alençon.

Margarida tinha dezesseis anos e ainda solteira quando deixou Amboise em 1508 com seu irmão Francisco d'Angoulême, que estava oficialmente noivo da princesa Cláudia desde 1506, para se juntar à corte em Paris. O rei Luís XII ofereceu Margarida ao príncipe de Gales em 1500, a Henrique Duque de Iorque dois anos depois, e ao duque da Calábria em 1503, mas o dote de Margarida pode ter sido considerado insignificante. Em 1505, Henrique VII, rei da Inglaterra, pediu a mão de Margarida para si ou para seu segundo filho, Henrique. O rei da França tinha outros planos: o seu próprio casamento com Ana tinha-lhe dado a Bretanha, e ele queria adicionar parte de outras províncias ao domínio real.
Em 9 de outubro de 1509, e claramente não por escolha, Margarida de Angoulême foi formalmente noiva de Carlos, Duque de Alençon. O duque, que possuía uma grande parte da Normandia, tinha herdado uma reivindicação ao condado de Armagnac, e quando o rei ofereceu o deslumbrante dote de 60 000 coroas para Margarida, Carlos concordou com o noivado. Quando o casamento foi celebrado em 2 de dezembro de 1509, o rei Luís XII levou Margarida para seu casamento, uma grande honra geralmente reservada para as filhas reais. Um cortesão, no entanto, relatou que a noiva "Pleurait um fendre le Caillou" ("Chorou lágrimas suficientes para escavar uma pedra" ) durante toda a cerimônia. A nova duquesa e o seu séquito mudaram-se para o castelo medieval de Alençon, que se orgulhava de estábulos esplêndidos, mas não tinha nem uma biblioteca nem músicos da corte. A pedido de Margarida, os livros logo foram enviados das bibliotecas de Amboise, Blois e Cognac, seguidos por outros encomendados de lojas de impressoras na França e em outros países europeus. Ela também convidou estudiosos e poetas para jantares ou noites de música e conversa que se tornaram mais frequentes alguns anos mais tarde, durante as visitas dos membros da corte.

### Duquesa de Aleçon
O duque de Alençon passou a maior parte dos dias na caçada, e sua mãe, que se vestia como freira muito antes de tomar o véu, mostrou pouco interesse no mundo em geral. Margarida, no entanto, optou por se envolver na vida de seus súditos, particularmente os pobres. Ela embarcou em um esforço ao longo da vida para eliminar a mendicância das terras sobre as quais ela mantinha qualquer controle, começando com a cidade de Alençon. Ela envolveu mulheres de classe alta e burguesas na coleta de fundos para hospícios e abrigos onde órfãos, crianças abandonadas, os idosos e os doentes poderiam encontrar abrigo. Ela também iniciou reformas em conventos e hospícios, insistindo na higiene e uma dieta saudável. Voltando-se para os problemas do aborto, abandono e infanticídio, ela exigiu que mães solteiras pobres ou abandonadas recebessem alimento e abrigo vários dias ou semanas antes e depois do parto. Em cidades e vilas, bem como em mosteiros e conventos onde tais escândalos ocorreram, ela fez saber a culpado e vítima tanto que ela iria agir prontamente quando informada de dolo engano dos inocentes, estupro, incesto, abandono de crianças, e infanticídio. A pedido de Margarida, o seu irmão fundou em Paris o Hôpital des Enfants Rouges (Red Children Hospital), assim chamado porque as crianças tinham roupas vermelhas, para crianças abandonadas ou órfãs que até então tinham sido abrigadas com adultos doentes e moribundos. Longe de perder o interesse em tais projetos uma vez que eles foram postos em prática, ela enviou observadores e agiu de uma só vez se e quando eles relataram que as regras originais de higiene, dieta e segurança não foram rigorosamente respeitadas.

### Segundo casamento
Em 26 de dezembro de 1526, Margarida, Duquesa de Alençon, foi formalmente noiva de Henrique II de Navarra, rei de Navarra, onze anos mais novo, que havia escapado da prisão do imperador depois de ser feito prisioneiro em Pavia. Se este casamento foi sua escolha ou a de seu irmão, ela claramente gostava e provavelmente amava Henrique, a quem ela escreveu cartas de amor e poemas. Menos de um mês depois, ela se tornou rainha de Navarra e, no final de outubro, ela chegou à parte de Béarn ao norte dos Pirenéus, que era o reino de Henrique.
Exceto por visitas frequentes e muitas vezes longas à corte francesa ou viagens oficiais extensas de natureza diplomática, ela residiu até o último ano de sua vida no grande Castelo de Pau ou no menor Castelo em Nérac. Em 16 de novembro de 1528, ela deu a luz em Fontainebleau a uma filha, a princesa Joana (futura rainha de Navarra), e em 14 de julho de 1530 em Blois, de um filho, o príncipe João, que morreu em 25 de dezembro do mesmo ano. Entre esses nascimentos, Margarida serviu como refém durante a negociação em 1529 do Paix des Dames (Paz das Damas) pelas duas mulheres mais poderosas da Europa: Margarida da Áustria, representando seu sobrinho Carlos V, e Luísa, representando seu filho, o rei. O tratado resultou no retorno dos filhos de Francisco e seu casamento com Leonor, rainha de Portugal e irmã do imperador, em 7 de julho de 1530.

### Rainha de Navarra

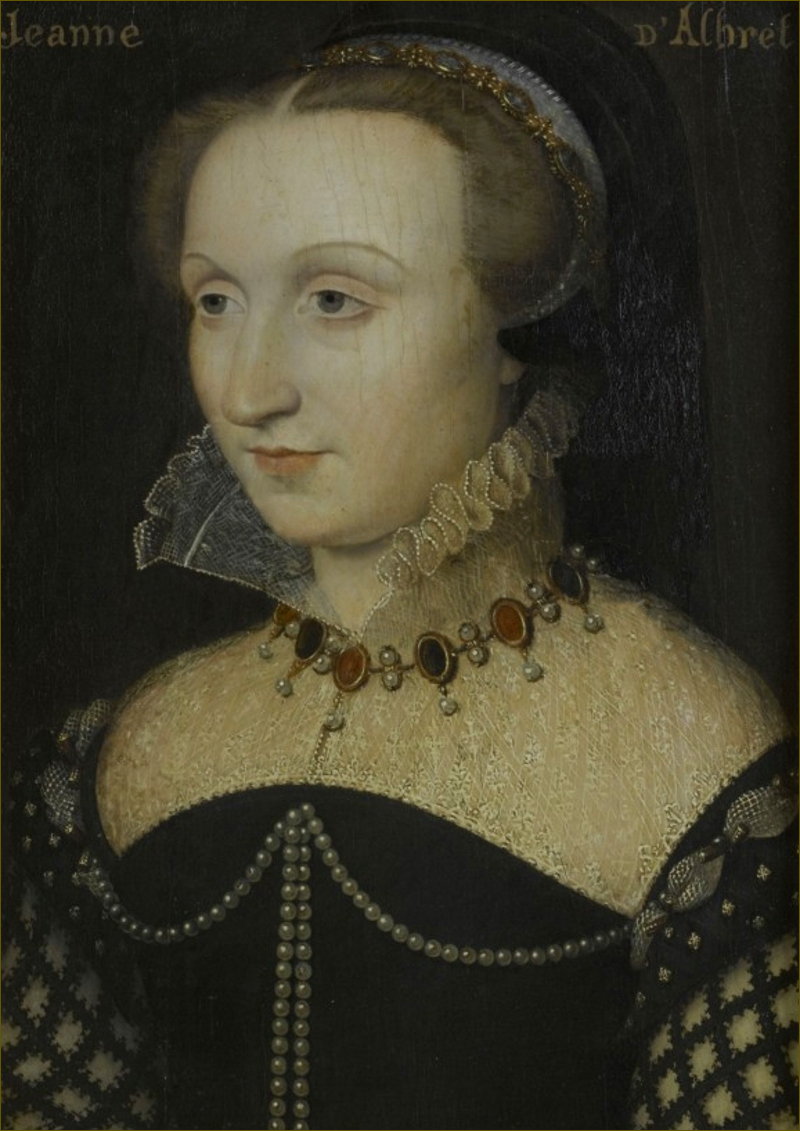
A filha de Margarida e seu segundo marido Henrique II de Navarra: Joana III de Navarra, mãe do rei Henrique IV.

Margarida e o rei Henrique estavam retornando ao seu reino quando o Affaire des Placards comprometeu o relacionamento de Margarida com seu irmão. Na noite de 17 de outubro de 1534 panfletos que condenavam os abusos da missa papal foram pregados nas portas de várias igrejas em Paris, Orléans, Tours, Rouen, e, tornando-se um caso de lèse-majesté, nas portas da câmara do rei. Desde então, foi determinado que os folhetos sacrílegos, impressos na Suíça, foram postados por membros conservadores da Igreja Romanaque acharam a atitude do rei para com os reformadores muito branda.
A repressão foi rápida e dura. Uma lista foi feita de supostos dissidentes religiosos; muitos foram presos, e alguns, principalmente homens de classe baixa ou média desconhecidos na corte, foram executados. Entre os que encontraram refúgio ou ajuda no reino de Navarra estavam João Calvino, Maroto e Lefèvre d'Etaples. O tribunal de Navarra parece ter sido particularmente aberto à liberdade religiosa, como muitos que aderiram aos ensinamentos e ao dogma da Igreja Romana também residiam lá.
Este evento foi seguido por sua presença obrigatória em 16 de julho de 1540 na assinatura de um contrato de casamento entre a princesa Joana e o duque de Cleves. Margarida e seu marido ficaram atordoados e feridos pela decisão arbitrária do rei que, ignorando seus desejos conhecidos, impôs sua escolha de um marido para sua filha. Eles se submeteram à vontade do rei, e sua humilhação foi agravada quando sua comitiva foi interrompida durante a sua viagem de volta para o Castelo de Pau, e eles foram negados a permissão para levar sua filha com eles. Em junho de 1541, a princesa Joana, de doze anos de idade, casou-se com o duque de Cleves, apesar de se recusar a descer o altar e ter de ser levada para o altar. O casamento não foi consumado, pois a princesa não havia alcançado a puberdade e, nos dois anos seguintes, Margarida quase esgotou todas as desculpas para adiar a partida de sua filha para a Alemanha. Quando o duque finalmente concordou em desistir da união em 1543, Margarida iniciou o processo de anulação. Dois anos depois, o Papa Paulo III, algumas semanas antes de sua morte, honrou seu pedido e anulou o casamento.

Em fevereiro de 1542, Margarida deixou a corte para retornar a Béarn, onde permaneceu por dois anos. Em dezembro daquele ano, o rei Francisco, acompanhado do príncipe Henrique e do príncipe Carlos, viajou para Nérac a caminho de La Rochelle, onde uma rebelião ameaçava se espalhar. Foi sua única visita ao Reino de Navarra. Margarida tinha então cinqenta anos e estava grávida, mas esta última chance de dar a Navarra um rei terminou quando ela abortou em abril de 1543.

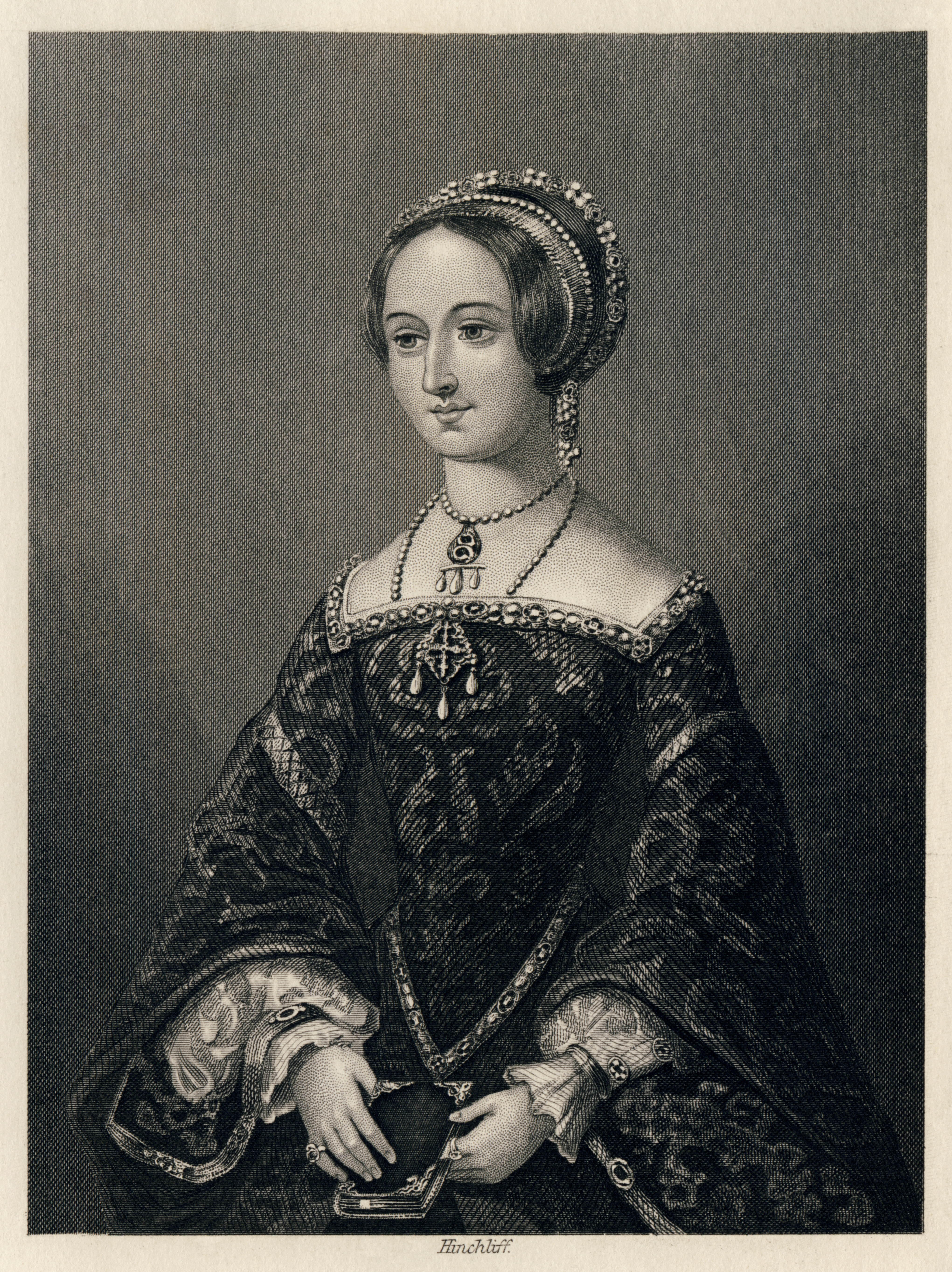
Gravura de Margarida por John James Hinchliff, numa edição do Heptámeron do séc. XIX.

## Descendência
Casou em 2 de dezembro de 1509 com Carlos IV de Alençon (2 de setembro de 1489-11 de abril de 1525 em Lião), Duque de Alençon e de Berry, Conde do Perche, filho de Renato, Duque de Alençon, e de Margarida de Lorena.
Casou em Saint-Germain-en-Laye em 24 de janeiro de 1527 com o Rei da Navarra Henrique de Albret (18 de abril de 1503-29 de maio de 1555 em Hagetmau), Rei de Navarra como Henrique II, filho de João de Albret e de Catarina de Foix-Bèarn, os anteriores Reis de Navarra. Do seu casamento com Henrique nasceram dois filhos:
- Joana III de Navarra (7 de janeiro de 1529 - 9 de junho de 1572), rainha de Navarra  de 1555 a 1572;
- João (7 de julho de 1530 - 25 de dezembro de 1530), morreu na infância;

## Irmã do Rei
A rainha Ana, que se opunha fortemente ao casamento da princesa Cláudia com Francisco, morreu em 9 de janeiro de 1514. O aflito Luís XII nomeou Luísa como guardiã de suas duas filhas e, contra todas as regras de etiqueta da corte, decretou a celebração do casamento da princesa Cláudia e Francisco de Angoulême. A cerimônia ocorreu em 18 de maio, enquanto a corte ainda estava de luto. Quando Luís XII, que havia se casado com Maria Tudor em outubro, morreu no final de 1514 sem um herdeiro masculino, Francisco d'Angoulême tornou-se o monarca, e a vida de Margarida, Duquesa de Alençon, mudou drasticamente quando ela se tornou "La Mignonne du roi de France" ("O Querido para o Rei da França"). Seu estilo de vida mais abastado agradou muito o duque de Alençon, e Margarida, de repente, muito aos olhos do público, começou a passar um bom tempo na corte, onde muitas vezes assumiu os deveres de sua cunhada Cláudia, a frágil rainha da França. Relatos de embaixadores que conversaram com Margarida elogiaram sua sagacidade, charme, inteligência e capacidade de conversar sobre uma variedade de assuntos, mas nenhum a descreveu como bela.

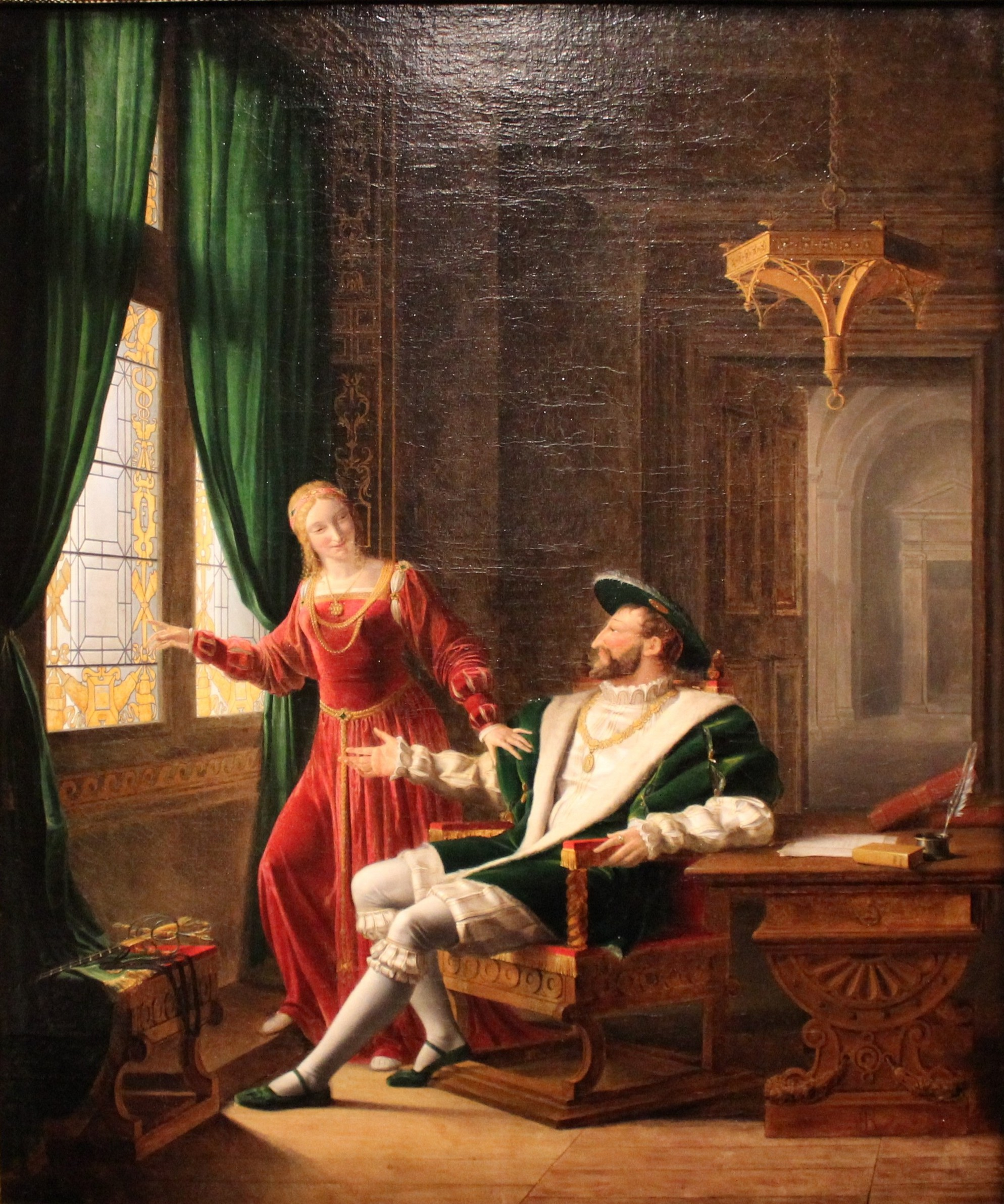
O irmão de Margarida rei Francisco I lhe mostra os versos que escreveu em um vidro com diamantes.

Depois que a rainha Cláudia morreu em 24 de julho de 1524, Margarida mudou-se para Blois para supervisionar a educação e os passatempos de seus seis sobrinhos e sobrinhas. No final de agosto, as crianças reais ficaram doentes com uma forma virulenta de sarampo. Todos, exceto a mais velha, se recuperaram, e Margarida foi profundamente afetada pela morte em 8 de setembro de sua sobrinha favorita, a princesa Carlota de sete anos. A carta de Briçonnet de 15 de setembro de 1524 de condolências e consolação a Margarida é a fonte e inspiração do Dialogue en forme de vision nocturne (Diálogo na forma de uma visão noturna) que ela escreveu antes do final daquele ano e tornou-se seu segundo trabalho publicado em 1533. Briçonnet entendia que, embora Margarida lamentasse a morte da rainha Cláudia, ela estava realmente angustiada com a morte de sua sobrinha. Em sua carta, ele retirou das Escrituras exemplos de tristeza pela morte de uma criança inocente e, em seguida, a levou severamente, através de muitas citações da Bíblia, a aceitar a vontade de Deus com gratidão e até mesmo a se alegrar pelos mortos.
Uma obra fortemente evangélica, Dialogue en forme de vision nocturne apresenta um colóquio entre Margarida e "l'âme de Madame Charlotte" (a alma de Madame Charlotte). A princesa Carlota exorta a tia a deixar de sofrer e repete com as suas próprias palavras a admoestação da carta de Briçonnet. A voz dela é a do adulto severo e a de Margarida é a do estudante que se vê como Pis que morte (pior que morta). Ela diz a Margarida que lágrimas como as que ela está derramando ofendem a ela e a Deus, pois a morte não é nada para o cristão forte em sua fé, cuja alma liberta de sua prisão na Terra por sua união mística com Deus através de Cristo. Sobre o tema da salvação, ela repetidamente invoca a crença de Briçonnet: Deus escolhe entre os inocentes e entre os pecadores aqueles que vão conhecer a felicidade infinita do amor divino, e ninguém será salvo, mas pela graça de Deus, através de Cristo, não é em obras religiosas ou atos rituais de piedade, mas em Cristo só que se pode esperar por graça divina. No último terço, depois de Margarida pedir para se juntar à sua sobrinha na morte, a alma da princesa Carlota, antes de voar para o céu, diz-lhe que tem de esperar até que Deus lhe abra a porta, deixando-a no mundo das tribulações, ainda vivo e, repetindo a linha anterior, "Que morte" porque ela permanece oprimida por "le rein" (seu nada).
Dialogue en forme de vision nocturne foi na época de sua compostagem o mais ambicioso e mais longo trabalho religioso de Margarida, correndo para 1.293 linhas em Terza Rima. Ela então não considerou publicar o poema porque ele teria aparecido impresso enquanto seu irmão após sua fracassada campanha italiana foi mantido prisioneiro pelo imperador Carlos V. Na ausência do rei, a Faculdade de Teologia da Universidade de Paris e do Parlamento (Parlamento) de Paris poderia ter reagido imediatamente contra o poema-que salienta que sem a fé sincera do pecador em Deus, tais práticas romanas como a missa da manhã ou da noite, boas obras, jejum e peregrinações são apenas uma fraude inútil-e colocou Luísa em uma posição impossível. Depois que Luísa morreu em 22 de setembro de 1531, Margarida retornou à corte para tomar o lugar de sua mãe perto de seu irmão. No mesmo ano, seu Miroir de l'âme Pécheresse foi impresso pela primeira vez em Alençon, onde Simon du Bois mudou sua loja após a execução de 1529 por heresia de Berquin, cujo trabalho ele havia publicado. Sete impressões foram seguidas em 1533.
No final de 1535, o rei cedeu em sua raiva e convidou sua irmã para se juntar a ele em Lyon, onde ficaram por quase um ano. O príncipe Francisco, de dezoito anos, herdeiro do trono de seu pai, morreu em Lyon, talvez de pleurisia. Veneno, no entanto, foi suspeitado e foi encontrado nos pertences de uma página italiana, que foi condenado. Todos os membros da corte, incluindo Marg, testemunharam a execução pública. O rei, cuja saúde havia sido adversamente afetada pela morte de seu filho, deliberadamente tentou mostrar que sua ruptura com sua irmã havia sido curada, mas ela posteriormente teve menos influência sobre o rei e menos poder na corte do que ela havia desfrutado no passado. Ansiosa para recuperar a proximidade e o calor de seu relacionamento anterior, Margarida evitava questões religiosas. Durante sua estadia em Lyon, ela se encontrou com estudiosos e poetas que exemplificaram o espírito humanista da cidade, incluindo François Rabelais, Maurice Scève e seus irmãos, Dolet e Bonaventure des Périers, todos os quais reconheceram Marot como seu mestre incontestado. Como Margarida, vários desses escritores lioneses estavam sob suspeita de inclinação evangélica, se não luterana e foram cautelosos sobre a publicação de obras religiosas.

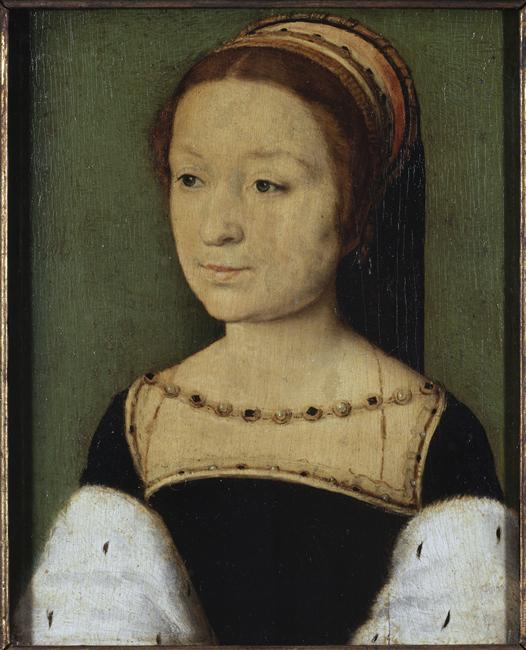
A sobrinha de Margarida: Madalena de Valois que faleceu aos dezesseis anos de idade.

No final de 1536, poucos meses após a morte do delfim Francisco, Margarida ajudou sua sobrinha, a princesa Madalena, a convencer seu pai relutante a dar permissão para seu casamento com o rei Jaime V da Escócia. O casamento ocorreu em janeiro de 1537. Madalena ainda não tinha dezessete anos quando morreu menos de seis meses após sua chegada à Escócia, cujo clima era muito duro para sua delicada constituição. Margarida cada vez mais mencionou a morte, "la dame tant noire" (a senhora tão negra), como a acompanhando para levar aqueles que ela amava. No entanto, ela não reduziu suas atividades oficiais, e por vários anos ela foi vista na corte durante longas estadias e em eventos políticos importantes, como a Conferência de Nice e Aigues-Mortes de 1538, uma tentativa de conciliação com Carlos V, onde conheceu o Papa Paulo. Entre vários poemas que ela escreveu entre 1535 e 1540, "Le Triomphe de l'Agneau" (O Triunfo do Cordeiro) e "Complainte pour un detenu prisonnier" (Queixa de Um Prisioneiro Detido), provavelmente aludindo a Marot, que havia sofrido prisão por heresia, permaneceu na forma manuscrita. Em 9 de setembro, Carlos, Duque de Orleães, seu sobrinho favorito, morreu de peste em menos de dois dias, aos vinte e três anos de idade. Dos sete filhos do rei, apenas dois foram deixados: o herdeiro aparente Príncipe Henrique e o mais jovem, a princesa Margarida, nenhum dos quais era próximo de sua tia. A repressão religiosa continuou, e em 1546, depois de retornar ao Reino de Navarra, ela soube que Dolet, outro de seus protegidos, havia sido enforcado e depois queimado na fogueira em Paris.
O rei Henrique II, ignorando os desejos de Margarida e do rei Henrique de Navarra, arranjou o casamento da princesa Joana e de Antônio de Bourbon-Vendôme, filho de Carlos, Duque de Vendôme, da segunda Casa de Bourbon. Margarida e seu marido adiaram sua partida de Béarn enquanto puderam, mas foram informados de que o casamento ocorreria em Moulins em 20 de outubro de 1548. Eles logo se reconciliaram com a união, e quando o casal recém-casado viajou para Pau em janeiro de 1549 para uma visita, Margarida escreveu o encantador, mas longe de polido poema de 186 linhas "Le Parfait Amant" (On Perfect Love), louvando o amor altruísta e fidelidade.

### Atuação politica
Com seu irmão e o melhor de seus homens detidos na Espanha por resgate exorbitante após sua derrota em Pavia em fevereiro de 1525, Margarida assumiu as funções de rainha falecida e de mãe substituta para os filhos de seu irmão. Quando o duque de Alençon, que foi em parte responsável pela captura do rei Francisco, retornou a Lyon com seus homens, ele implorou perdão a Luísa, mas a regente permaneceu implacável e deixou a sala, ordenando que sua filha a seguisse. Margarida ignorou o comando de sua mãe e ficou ao lado da cama de seu marido, lendo escrituras para ele diariamente até que ele morreu em 11 de abril de 1525, seu trigésimo terceiro aniversário.
Margarida esteve envolvida nas negociações para a libertação de seu irmão e se encontrou com Carlos V em Madri em 26 de outubro de 1525. Quando os termos do imperador se revelaram inaceitáveis e as mediações adicionais demoraram mais tempo do que o esperado, Francisco suspeitou que Carlos estava tentando manter Margarida na Espanha por tempo suficiente para que sua salvo-conduto expirasse e, assim, manter dois reféns reais em vez de um. Ele ordenou que sua irmã partisse, e ela voltou para a França através da passagem mais direta do norte. Sua comitiva atravessou as montanhas nevadas dos Pirenéus a cavalo, chegando à fronteira francesa em 25 de dezembro com alguns dias de sobra. Em 14 de janeiro de 1526, Francisco assinou o Tratado de Madrid. Dois meses depois, dois barcos partiram em frente às margens do rio Bidassoa, um com o Delfim Francisco e o Príncipe Henrique de oito anos como reféns e o outro com seu pai, rei novamente ao chegar à França. A vida de Margarida na corte foi retomada, assim como seu interesse na causa reformista.

## Religião

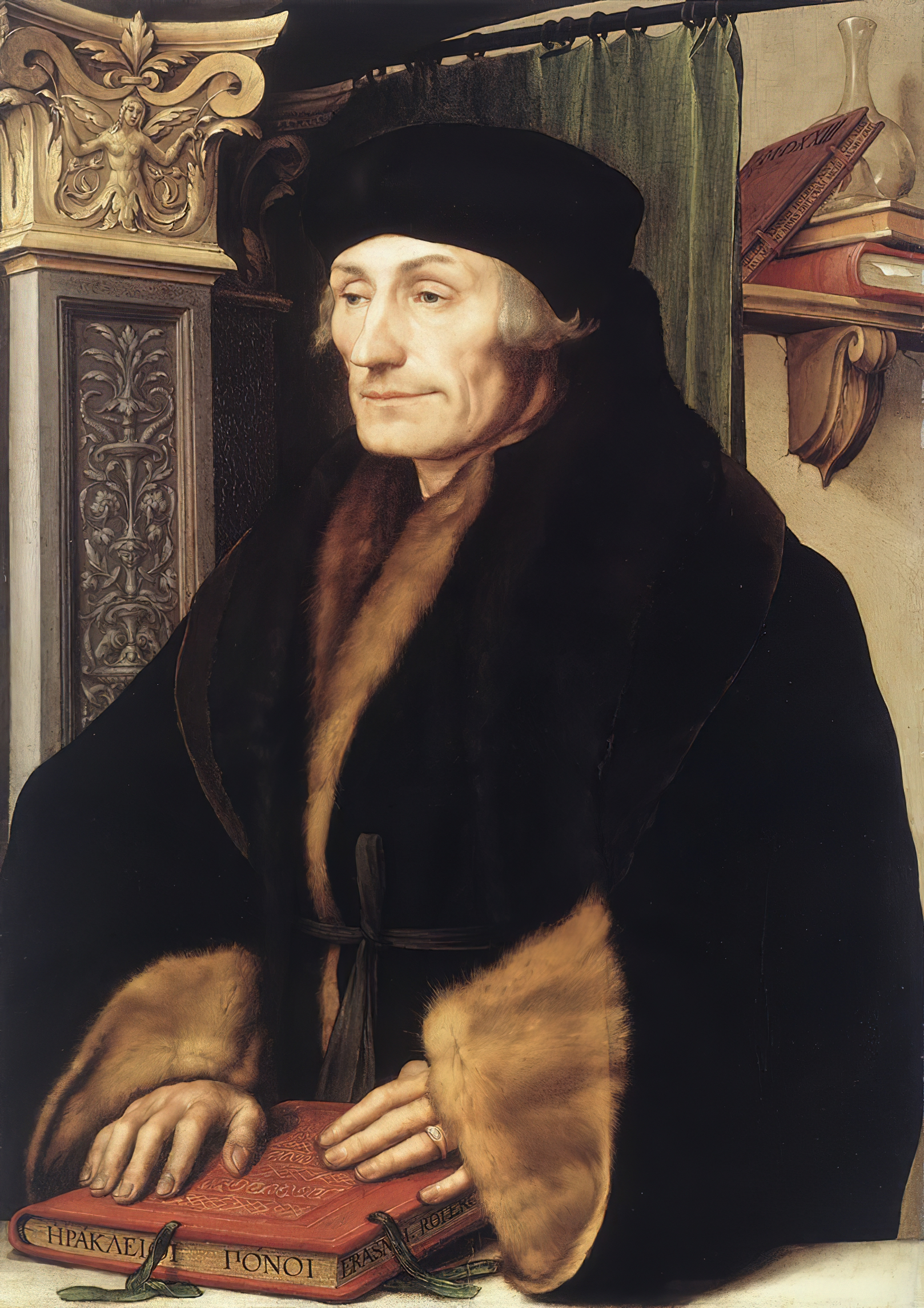
Erasmo de Roterdão, a partir de Erasmo que Margarida começou ter contato com o Protestantismo.

Margarida estava familiarizada com as idéias controversas de Erasmo de Roterdão até 1511, o mais tardar, com a publicação em Paris de Moriae Encomium (O louvor da loucura) e do Adagia, bem como Institutio Christiani Principis (A educação de um príncipe cristão). Quatro anos depois, a tradução de 1516 do Novo Testamento foi de particular interesse para Margarida, mas embora Erasmo expressasse sua admiração e prestasse homenagem a Margarida por escrito, sua influência sobre ela foi de curta duração. Ela leu suas obras posteriores, e um dos três Colóquios que Clément Marot, que se tornou seu secretário e poeta da corte em 1519, traduziu para o francês para ela foi erroneamente publicado sob seu nome no século XIX. As obras religiosas de Erasmo eram talvez demasiado mornas para inspirá-la.
Martinho Lutero, no entanto, teve um profundo e duradouro impacto espiritual no pensamento de Margarida. Ela aceitou avidamente e fez sua própria abordagem de três frentes para a fé e salvação: o homem deve reconhecer e confessar que ele é um pecador quando ele compara-se à imensidão e à santidade do amor de Deus; ele é justo quando ele sabe que o único caminho para a graça divina da salvação é a sua fé absoluta e total no amor de Deus através de seu filho Jesus; e ele se arrepende quando ele está humildemente diante de Deus, ciente de que ele não tem nada a oferecer a Deus, que lhe deu tudo, mas a quem ofende diariamente. Margarida usou em seus escritos religiosos ao longo de sua vida a metáfora de Lutero de le Tout et le Rien (o Tudo e o Nada)- "Todos" sendo o Criador e "Naught" o cristão fiel ciente de seus pecados e de seu ser indigno de sua graça. A publicação de Lutero das Noventa e Cinco Teses em que ele denunciou e condenou a prática das indulgências causou muito tumulto em 1517 e mais tarde. Seu texto foi amplamente comentado e as traduções logo circularam, e a "nova" religião de Lutero adquiriu adeptos muito antes de ter um nome. A pedido de Margarida, os escritos de Lutero e os dos teólogos reformistas europeus foram traduzidos e enviados regularmente a ela, reforçando sua crença de que as Escrituras, livres de confusos glosses, devem ser escritas em uma linguagem que as pessoas comuns, alfabetizado ou não, poderia entender. Um número crescente de estudiosos traduzidos recentemente encontrados ou redescobertos manuscritos das Escrituras, e seu trabalho revelou mais do que discrepâncias superficiais com os textos e comentários atualmente utilizados em faculdades de teologia. Eles também levantaram questões inesperadas e perturbadoras sobre alguns dos ritos e sacramentos da Igreja Romana.

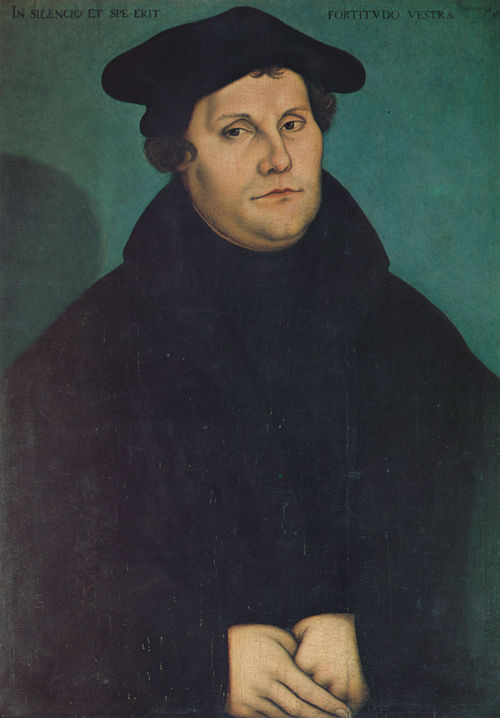
Martino Lutero teve grande influencia sobre as visões religiosas de Margarida, com as suas 95 teses.

Para Margarida, a reforma parecia inevitável, mas ela acreditava que tal tarefa monumental só poderia ser realizada a partir de dentro da igreja e pelo clero. Ela achou difícil conciliar os ensinamentos dos reformadores e seu desejo de permanecer dentro da Igreja Romana em que ela foi criada, mas em que a dissensão foi estritamente proibida. A ameaça de excomunhão era real e aterrorizante. Em 1521, o ano em que Lutero foi condenado por heresia e excomungado, ela procurou orientação espiritual de um teólogo em quem ela podia confiar. Ao procurar ajuda de Jacques Lefèvre d'Etaples, Margarida demonstrou que já se tinha separado, não da Igreja Romana, mas da sua ortodoxia. Já em 1500, Lefèvre era conhecido como um dos mais eruditos e respeitados professores de filosofia em Paris. Depois de "ayant redécouvert Aristote" (descobrindo um novo Aristóteles), quando ele estudou autores gregos em sua língua original na Itália, ele tinha evitado a escola rígida de pensamento para uma tradição mais humanista. Ele e alguns outros estavam comprometidos com a impressão e circulação em francês de todas as exegeses e comentários bíblicos, bem como a própria Bíblia. Em 1512 ele tinha publicado S. Pauli Epistoae XIV ex Vulgata, adiecta intelligentia ex Graeco, cum commentariis (As Catorze Epístolas de St. Paul tomadas a partir da Vulgata, com anotações do grego, com Comentário), sua tradução latina que Lutero muito admirava e via como uma fonte de inspiração.
Lefèvre apresentou Margarida a Guillaume Briçonnet, bispo de Meaux, que havia servido seu irmão como embaixador na corte papal em Roma e que estava envolvido em reformar os abusos da igreja. Sob sua influência, o Círculo de Meaux tornou-se o centro do evangelismo francês. Por três anos Margarida tornou-se sua estudante dedicada e conscienciosa. Ela inconscientemente imitou o estilo complicado de Briçonnet quando ela respondeu suas cartas entre 1521 e 1524, mais tarde citando-o de memória em algumas de suas obras. Quando ela voltou para Meaux, Briçonnet deixou Gérard Roussel com ela para orientação espiritual, e embora Roussel tenha sido repetidamente acusado de heresia, ele permaneceu ao seu lado até sua morte. A serenidade que ela ganhou de uma fé na qual todas as dúvidas foram respondidas nas Escrituras tornou-se a fonte e a mensagem de seus próprios escritos, mesmo quando ela adotou uma retórica de silêncio e uma censura auto imposta em circunstâncias dolorosas e às vezes perigosas. Em 1524, ela já estava desempenhando um papel importante no Círculo de Meaux, fornecendo apoio espiritual e financeiro para a impressão e distribuição de textos evangélicos e reformistas, todos escritos ou traduzidos para o francês. Cartas de reformadores como Calvino e Erasmo mencionam seu apoio e alguns indicaram que ela contribuiu com alguns de seus próprios escritos entre os publicados anonimamente na época.

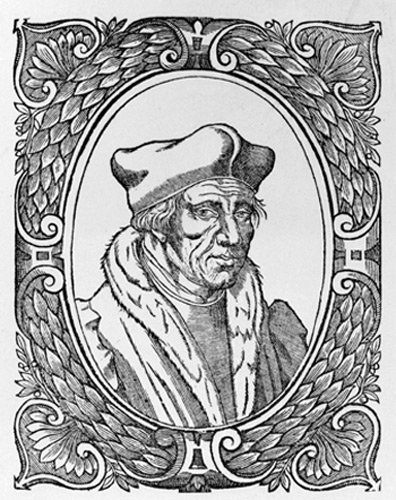
Jacques Lefèvre D’Étaples foi um grande amigo de Margarida e seu mentor religioso por muito tempo.

Briçonnet, Lefèvre, e outros teólogos eruditos de várias nacionalidades que traduziram as Escrituras para o francês a partir de grego, hebraico e aramaico incorreu na ira da Faculdade de Teologia da Universidade de Paris. Seus escritos foram examinados e geralmente decidiu ser "em erro", uma ofensa tão grave como blasfêmia, se não heresia. Quando teólogos como os do Círculo de Meaux adulteraram o dogma romano e sugeriram modificar o texto das orações, eles foram ameaçados de excomunhão; suas casas e os de seus amigos foram revistados; e as suas obras foram julgadas de natureza herética e foram confiscadas e queimadas em público. Em 8 de agosto de 1523, o protegido de Margarida Louis de Berquin Admoestação Breve de la manière de Prier: Selon la doctrine de Jesuchrist (Uma Breve Admoestação sobre a Maneira de Orar de Acordo com a Doutrina de Jesus Cristo) da qual o culto da Virgem e dos Santos estava visivelmente ausente, foi condenado pela Faculdade de Teologia. Várias de suas obras foram posteriormente queimadas na frente da Catedral de Notre Dame, em Paris, e ele foi executado em 17 de abril de 1529.
O Rei Francisco I estava, a princípio, aberto às novas ideias, e ele normalmente aceitava os pedidos de clemência ou perdão da sua irmã quando os seus protegidos ou os seus amigos eram presos e considerados culpados de escritos blasfemos, de se afastarem da tradição romana, ou simplesmente de não observar a Quaresma. Mas a pressão para perseguir aqueles que se acreditava serem inimigos da Igreja foi grande. Entre os associados de Margarida que foram eventualmente executados estavam Berquin, Etienne Dolet, vários clérigos e membros leigos do Círculo de Meaux, seu Lmoner Jean Michel, todos queimados na fogueira, e Antoine Augereau, um de seus impressores, que foi enforcado. Todas as pessoas encontradas na posse de obras condenadas eram passíveis de acusação, mas esta regra não foi sistematicamente aplicada. Margarida, devido ao seu estatuto privilegiado, continuou a encomendar obras proibidas. Uma das obras que ela encomendou foi um assunto de grande interesse para ela, a tradução do tratado de Lutero sobre os votos monásticos de celibato. Enquanto lia textos proibidos, Margarida também começava a escrever. Já em 1522 ou 1523, ela aspirava a expandir o alcance de suas habilidades além das da poesia didática ou proselitista. De Marot, ela aprendeu a prosódia, a partir de dísticos rimados para formas de versos Alexandrinos e Terza Rima. Durante os muitos anos que ele estava ao seu serviço, ela praticou todas as formas de versificação e explorou outros gêneros literários também. Até que ele foi para o exílio na década de 1530, ele também estava envolvido na edição de suas obras antes da publicação.
No início da década de 1530, o rei foi tolerante com o proselitismo de sua irmã, e ele permitiu que seu conselheiro espiritual, o controverso Roussel, pregasse o sermão da Quaresma em 1532 no Louvre, para o desânimo da Sorbonne. Desafiando a Faculdade de Teologia, Margarida incluído nas novas edições do popular Miroir de l'âme Pécheresse o sexto salmo de David, traduzido do hebraico para o francês por Marot, valet de chambre para o rei. Mesmo um leitor superficial deste salmo não poderia ter perdido sua orientação reformista, sua ênfase na primazia da fé, e seu uso exclusivo da língua francesa para todas as citações bíblicas. O Miroir de l'âme Pécheresse de Margarida foi logo condenado e listado pela Faculdade de Teologia entre as obras julgadas como contaminadas por heresia. O rei François interveio, e em duas ocasiões diferentes a Sorbonne rescindiu oficialmente sua condenação e removeu Miroir de l'âme Pécheresse da lista de obras na lista negra. Os censores da Faculdade de Teologia, no entanto, se vingaram de Antoine Augereau, que havia impresso o volume ofensivo, e ele foi enforcado em 1535.

## Escritora

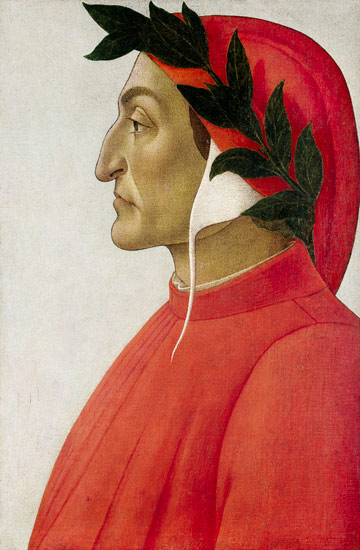
A obra de Dante Divina Comédia influenciou o modo com que Margarida escrevia.

Durante anos, Margarida absteve-se de imprimir a sua própria obra, como a sua tradução em prosa de orações em que o nome de Cristo é substituído pelo de Maria. Sua Petit Oeuvre dévot et contemplatif (Obra Breve Devota e Contemplativa), uma obra que não foi publicada até 1960, circulou em manuscrito através da rede evangélica já em 1525, onde foi elogiada por reformadores leigos e por teólogos. Wolfgang Capito, um ex-professor beneditino de teologia e reitor de St. Thomas em Estrasburgo, elogiou-a no prefácio latino de uma cópia manuscrita do texto em 1528. Um defensor de Lutero, ele declarou formalmente para a Reforma. Em Petit Oeuvre dévot et contemplatif, Margarida, a narradora, parece perdida quanto ao caminho espiritual a seguir-uma situação que lembra fortemente a de Dante em sua Divinia Comedia (Divina Comédia), onde o autor parece perdido até um viajante anônimo, um "homme honroso" (Homem honrado) diz-lhe o que ele precisa ouvir, mas não deve revelar. Só depois de a angustiada Margarida ter seguido o caminho pelo qual ela também tinha sido conduzida e parar para rezar e meditar é que ela percebe uma oliveira em forma de cruz. Ela se prostra em sua base em uma mistura de alegria e tristeza, um estado emocional que ela acha impossível descrever e que é mais plenamente desenvolvido mais tarde em seus poemas religiosos e em seu teatro. Depois de ter recuperado a sua força e a sua coragem aos pés da cruz, alegra-se por poder rezar em francês com as palavras simples e sinceras que lhe saem do coração.
Margarida então confessa seus pecados e chora com piedade e amor por Cristo, que sofreu o sacrifício final. Em um ato supremo de contrição, ela reza por "la ignorância divina" (ignorância divina) - a entrega de seu intelecto, sua memória e sua força de vontade - para ser um com ele, livre do pecado. A sua contrição e a sua verdadeira fé levam-na à oração, e ouve a sua mensagem de amor e de perdão para os crentes humildes e sinceros. Ela resolve que, como penitência por seus pecados, ela carregará três cruzes: a cruz negra do arrependimento, a cruz branca da paciência e a cruz da compaixão, vermelha do sangue de Cristo. Nos versos finais, convida os outros a acompanhá-la pelo caminho da cruz por amor a Cristo, nunc et semper (agora e sempre). Muitos dos escritos religiosos de Margarida circularam apenas em forma de manuscrito em sua vida e não foram transcritos e publicados até o final do século XIX e mais tarde. Porque o que ela escreveu na época teria sido considerado controverso, ela não queria colocar seu irmão ou especialmente sua mãe, que serviu como regente durante as expedições italianas de seu filho em 1515-1516 e 1525-1526, na posição de ter que protegê-la ou silenciá-la. Nenhum de seus escritos foram publicados até a morte de sua mãe em 1531. As crenças pessoais de Luísa não são totalmente conhecidas, mas seus atos públicos e oficiais como mãe do rei e defensora da fé são inequívocos. Em 1523, ela questionou à existência da Faculdade de Teologia da Universidade de Paris o que seria o meio mais eficaz para "extirper l'Hércules Luterana" (extirpar a heresia luterana) da França. Em 1525, como regente, ela obteve a aprovação do papa Clemente VII para criar um tribunal inquisitorial permanente, que foi usado para desmantelar o Círculo de Meaux. Quando Briçonnet compareceu perante o tribunal, ele se retratou e denunciou todos os seus escritos anteriores. Lefèvre foi preso e se recusou a se retratar, mas com a ajuda de Margarida ele foi para o exílio em Estrasburgo. O próprio capelão de Margarida foi convocado para comparecer perante este tribunal.

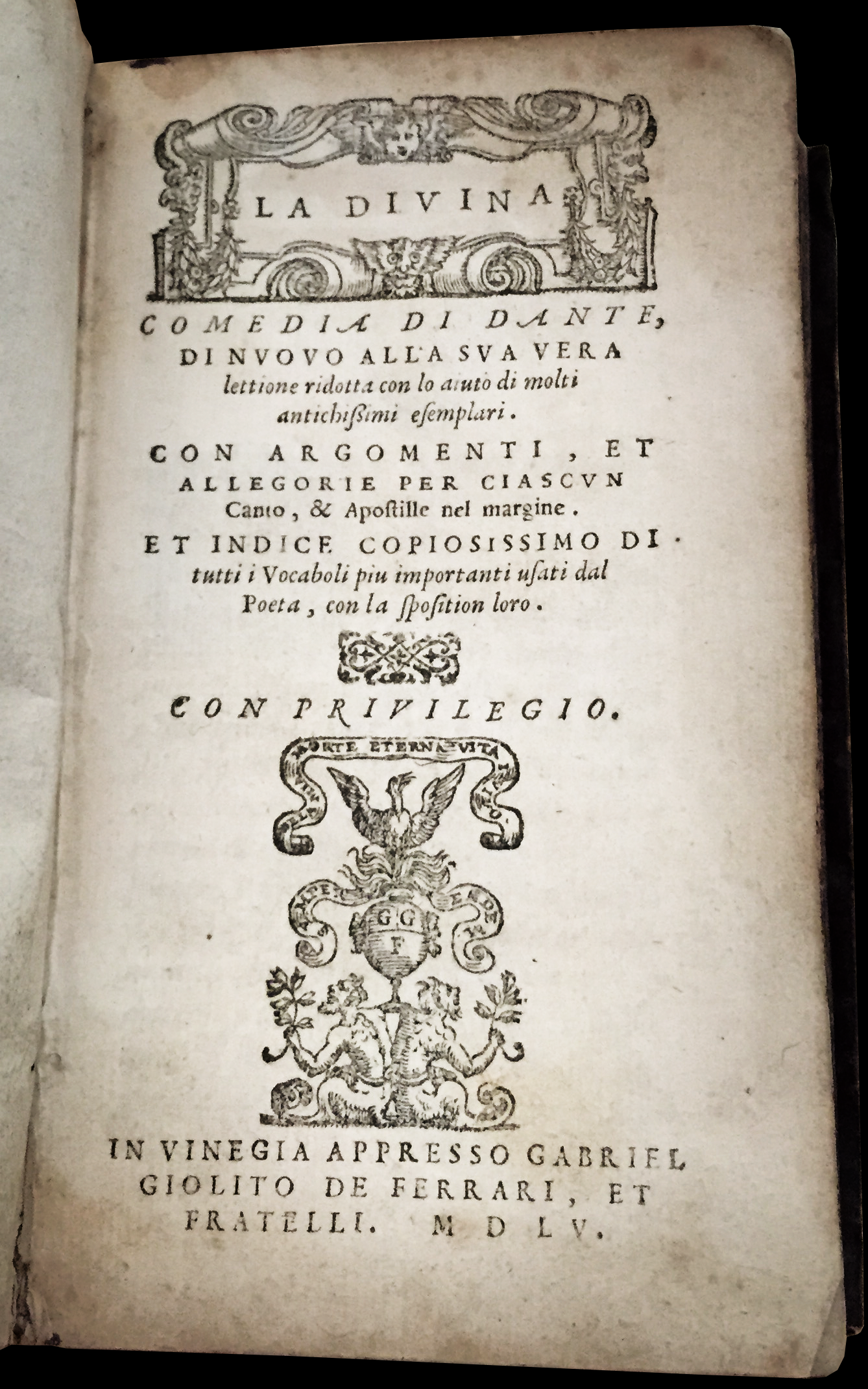
Primeira edição de Divina Comedia escrito por Dante Alighieri, uma das inspirações de Margarida para escrever seu livro L'Heptamerón.

Entre 1525 e 1531 Marguerite escreveu várias obras importantes: Miroir de l'âme Pécheresse (O Espelho da Alma Pecadora), seu primeiro livro publicado; "Oraison à notre Seigneur Jésus-Christ" (Oração a Nosso Senhor Jesus Cristo) em que ela se dirige a Cristo a tradicional invocação à Virgem Maria; a lírica Oraison de l'âme Fidèle à son Seigneur Dieu (Oração da Alma Fiel a Nosso Senhor), atestando que antes da criação do homem Deus decidiu sobre a eleição de algumas de suas criaturas e que o dom da fé é uma decisão divina; e o Discord étant en l'homme par la contrariété de l'esprit et de la chair (Discordância Causada no Homem pelo Conflito entre o Espírito e a Carne), um comentário sobre os capítulos 7 e 8 das Epístolas de Paulo aos Romanos, fundamental para a doutrina da graça e justificação pela fé. Outras obras compostas durante estes anos incluem "Récit de sa conversão" (Relato de Sua Conversão), uma introspecção pessoal que também é um rascunho inicial ou a semente de Les Prisons (1978, Prisões; traduzido como Margueite de Navarre: Les Prisons, A French and English Edition, 1995) que completou em 1549 enquanto se preparava para a morte. Ela também traduziu a Oração do Senhor - "Le Pater Noster faict en translation et dialogue par la Royne de Navarre" (A Oração do Senhor, traduzida como um diálogo pela rainha de Navarra) - e pediu a tradução de Il libro del Cortegiano de Baldassare Castiglione (O Livro do Cortesão), sem dúvida porque ele amontoou elogios pródigos em seu irmão. Seu L'Heptaméron (1559, traduzido como O Heptameron dos Contos de Margarida, Rainha de Navarra, 1894), no entanto, mostra que a obra italiana teve mais do que uma influência passageira em sua própria prosa.
Entre 1534 e 1546, Margarida escreveu quatro comédias bíblicas baseadas em parte em peças medievais: Comédie de la Nativité de Jésus-Christ (Comédia sobre a Natividade de Jesus Cristo), Comédie de l'adoration des Trois Rois à Jésus-Christ (Comédia sobre a Adoração dos Três Reis a Jesus Cristo), Comédie des Innocents (Comédia dos Santos Inocentes) e Comédie du Désert (Comédia no Deserto). Enquanto Margarida seguia escrupulosamente as Escrituras, a simplicidade da sua linguagem, o realismo dos personagens, a serenidade da Virgem apesar da sua consciência do perigo e a sobriedade da mise-en-scène reforçavam o poder da sua mensagem evangélica profundamente pessoal. Durante o mesmo período, ela também escreveu quatro de suas sete comédias seculares, peças que eram curtas e animadas o suficiente para serem executadas: Le Malade (O Paciente), L'Inquisiteur (O Inquisidor), Comédie des quatre femmes (Comédia para Quatro Mulheres), Trop Prou Peu Moins (Too Much, Much, Little, and Less). (A primeira edição completa de suas obras seculares, Théâtre Profane [1946; traduzido como Marguerite de Navarre, Théâtre Profane, 1992], incluiu peças que não haviam sido publicadas anteriormente.)
Após o casamento da princesa com o duque, Francisco convidou Margarida e o marido para se juntarem à corte. Mais uma vez em grande favor, ela escreveu uma comédia para entreter convidados importantes, sua primeira peça secular em seis anos. Ansiosa para evitar controvérsias, ela escolheu o assunto seguro do amor e do casamento na Comédie des quatre femmes. Apesar de seu título, Comédie des Quatre Femmes apresenta cinco personagens femininas. Duas meninas jovens e felizes estão envolvidas em um debate sobre o amor. Um se recusa a amar porque ela argumenta que os homens não podem ser confiáveis, e o outro afirma que o amor é a fonte da felicidade suprema e eterna. Duas mulheres casadas tristes se juntam a elas: uma tem um marido insanamente ciumento que a maltrata sem razão, e a outra tem um marido que ela ama, mas que está apaixonada por outra mulher. Pedem a opinião de uma velha. Ela diz às meninas que, querendo ou não, elas vão amar e sofrer, e ela aconselha as mulheres que a única maneira de superar sua dor é tomando um amante. Quando eles se recusam a aceitar seu conselho, ela conclui que o tempo vai resolver o problema deles: o marido ciumento não vai mais amá-la quando ela estiver velha e feia e vai parar de atormentá-la; o marido infiel estará muito cansado para se desviar e muito feio para ela se importar. Enquanto Marguerite mais do que sugere que as mulheres também podem jogar o jogo da infidelidade, ela claramente aponta para os dois padrões de papéis masculinos e femininos no amor e no casamento. Esta comédia, já antecipando os debates dos contadores de histórias em L'Heptaméron, foi tocada antes do rei Francisco e do cardeal de Tournon.

### L'Heptaméron

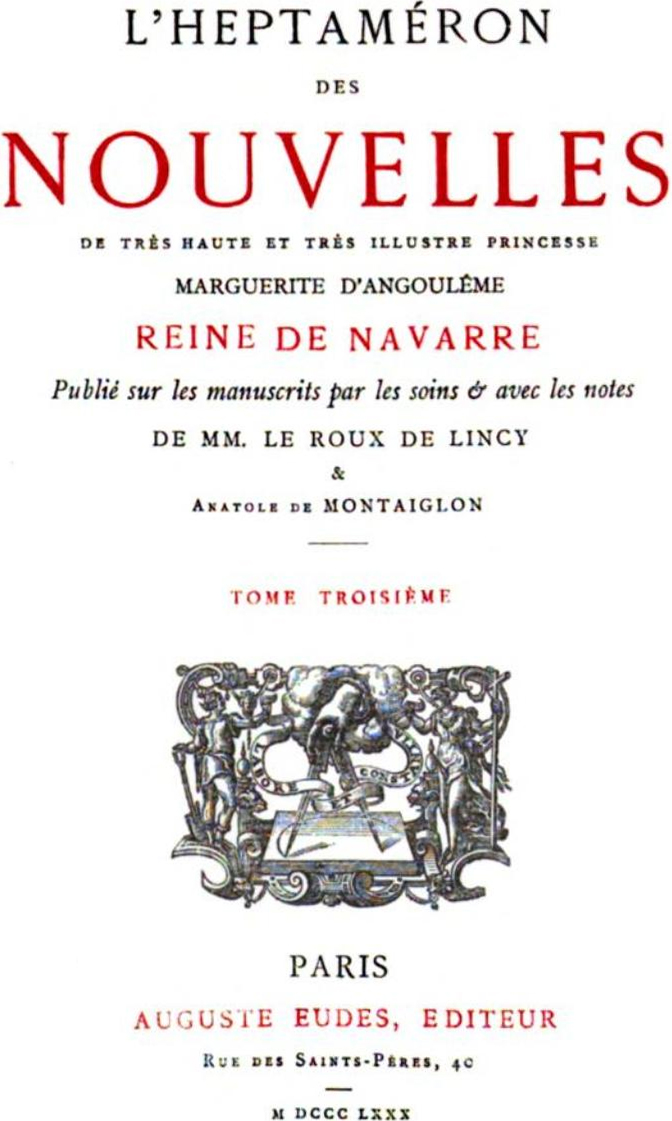
Exemplar do livro L'Heptaméron escrito pela princesa Margarida de Angoulême, Rainha de Navarra.

L'Heptaméron, um trabalho inacabado publicado pela primeira vez uma década após a morte de Margarida, fez dela uma reputação como um conhecido, mas muitas vezes mal citado autor de um livro travesso. Ela e aqueles ao seu redor haviam reunido por vários anos anedotas e fofocas para incluir em uma versão francesa do Decameron de Boccaccio. Mas enquanto Margarida reconhece seu modelo e elogia Boccaccio em seu prólogo, sua intenção é mais dinâmica do que a do autor italiano, como ela fez muito mais do que interpolar diálogos e anedotas. Enquanto a circunstância que ela inventa para isolar seus contadores de histórias, uma inundação que lava pontes e os confina a um mosteiro por dez dias, é menos dramática do que a praga devastadora que Boccaccio concebe, Margarida melhora seu modelo ao ter seus personagens reagindo aos contos. Suas conversas e debates são mais significativos do que as histórias em que se baseiam porque refletem a preocupação de Margarida com a ética e seu interesse analítico em temas como amor e amizade, casamento, fidelidade, e o conflito entre fé e religião.

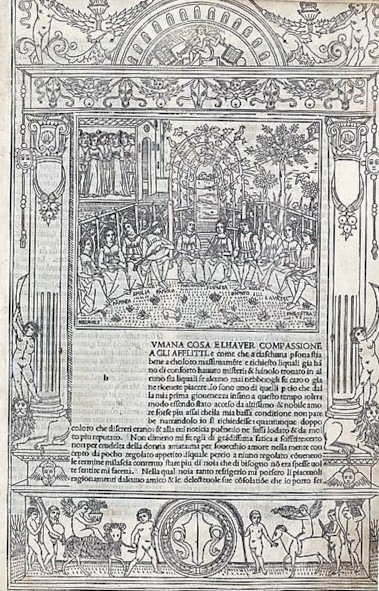
Margarida se inspirou em Decamerão de Giovanni Boccaccio para escrever sua obra L'Heptamerón.

Como seus homólogos italianos, os aristocratas franceses decidem passar as horas contando histórias, cada uma relatando uma história por dia sobre um tema escolhido. No entanto, ao contrário de Boccaccio, cujos contadores de histórias incluem três homens e sete mulheres que declaram sua necessidade de apoio masculino, o elenco de Margarida é dividido igualmente entre os sexos. Há um claro paralelo entre as cinco mulheres, solteiras, casadas ou viúvas, representando três gerações de personalidades distintas, e as da Comédie des quatre femmes, mas em seu breve trabalho anterior as personagens unidimensionais não tinham espaço para evoluir. Idade, status social e educação desempenham um papel igualmente importante para seus cinco personagens masculinos, que raramente chegam a um consenso.
Os personagens multifacetados de Margarida são fascinantes em seu próprio direito porque o que eles são e o que eles pensam, o que eles dizem e como eles reagem, muitas vezes substituem quem eles são. A complexidade das relações entre os dez narradores que sabem, mas não necessariamente gostam um do outro ainda são forçados a passar dez dias em uma espécie de huis-clos (espaço fechado) é mostrado em suas observações e reações a um outro palavras e gestos. O leitor, como os monges escondidos atrás da cerca, torna-se um espectador e deve tentar decifrar as verdadeiras emoções e sentimentos dos personagens, as profundezas de suas relações, e o que acontece nos bastidores. Os contos e conversas revelam o apreço de Margarida por uma boa piada e o senso de humor pelo qual ela era bem conhecida. Criando os caráteres que poderiam falar suas mentes, ousou fazer indicações críticas que seria de outra maneira incapaz de pôr na escrita sobre costumes, tradições, morais sociais, e religião. Tendo colocado seus devisants encalhados (contadores de histórias) em um mosteiro onde o capelão ou um padre seria responsável pelo serviço religioso diário, ela corajosamente escolheu ter uma mulher, Oisille, preencher o papel de líder religioso, Lendo as Escrituras em francês para eles todos os dias e dando um sermão com base no texto que ela selecionou.
O L'Heptaméron de Margarida permaneceu incompleto, e ela não viveu o suficiente para publicá-lo. Cerca de vinte manuscritos, alguns com adições marginais, foram encontrados após sua morte. O texto mais antigo publicado, editado por Pierre Boaistuau em 1558, não foi dividido em dias e compreendia sessenta e sete contos em ordem aleatória. Em 1559, a pedido de Joana, Princesa de Navarra, Claude Gruget editou um texto dividido em oito dias que incluiu prólogos e debates entre os narradores, "em que", de acordo com o editor, "os setenta e dois contos foram colocados de volta em sua ordem adequada." Diferentes manuscritos têm sido usados como base para as edições modernas de L'Heptaméron porque é impossível saber se um único manuscrito entre aqueles que contêm setenta e dois contos foi revisado pela própria Margarida. É duvidoso que ela tenha dedicado muito tempo depois de agosto de 1549 ao manuscrito para o qual ela ainda não tinha escolhido um nome.

## Legado
Margarida de Navarra morreu aos 57 anos em Odos. A coleção de 72 histórias de Margarida - muitas mulheres - foi publicada após sua morte sob o título "L'Hemptameron des Nouvelles", também chamado de "O Heptameron". Embora não seja certo, especula-se que Margarida teve alguma influência sobre Ana Bolena quando Ana estava na França como dama de companhia da rainha Cláudia, cunhada de Margarida.
A maior parte do verso de Margarida não foi coletada e publicada até 1896, quando foi publicada como "Les Dernières Poésies".

## Últimos anos
Em dezembro, ela ficou doente com febre alta, e quando a pleurisia se instalou, foi-lhe dito que ela deve enfrentar a morte. Roussel, seu conselheiro espiritual desde 1521, não foi convocada a tempo, e o irmão Gilles Caillau, um monge franciscano, deu-lhe os últimos ritos. Ela tinha sido incapaz de falar por três dias, mas em 21 de dezembro de 1549, entre 3:00 e 4:00 da manhã, ela gritou o nome de Jesus três vezes. O irmão Gilles então colocou o crucifixo em seus lábios e ela morreu.

A coleção selecionada de Margarida, Marguerites de la Marguerite des princesses, foi seu principal legado literário até o final do século XIX, quando mais de suas obras inéditas foram descobertas e impressas, levando a um novo respeito por sua versatilidade como escritora. No entanto, a profundidade e o talento multifacetado de Margarida não foi totalmente reconhecido até o século XX, quando seu incompleto L'Heptaméron foi lido mais de perto e com maior apreciação. Todas as obras descobertas de Margarida já foram publicadas em francês e estão cada vez mais sendo traduzidas para outras línguas. Embora muitos estudos e teses tenham explorado seu trabalho, estudiosos e críticos ainda estão chegando a um acordo com o rico legado de Margarida de Navara, em todas as suas dimensões literárias, históricas, filosóficas, religiosas e sociais.